# 多尔斯海姆
多尔斯海姆是德国莱茵兰-普法尔茨州的一个市镇。总面积2.22平方公里，总人口720人，其中男性361人，女性359人（2011年12月31日），人口密度324人/平方公里。